# Чуперчень (комуна, Горж)
Чуперчень, Чуперчені (рум. Ciuperceni) — комуна у повіті Горж в Румунії. До складу комуни входять такі села (дані про населення за 2002 рік):
- Бобоєшть (74 особи)
- Виртопу (410 осіб)
- Зорзіла (39 осіб)
- Пештяна-Вулкан (284 особи)
- Пріпору (73 особи)
- Стримба-Вулкан (411 осіб)
- Чуперчень (471 особа) — адміністративний центр комуни

Комуна розташована на відстані 250 км на захід від Бухареста, 23 км на південний захід від Тиргу-Жіу, 93 км на північний захід від Крайови.

## Населення
За даними перепису населення 2002 року у комуні проживали 1762 особи, усі — румуни. Усі жителі комуни рідною мовою назвали румунську.
Склад населення комуни за віросповіданням:
| Релігія       | Кількість осіб | Відсоток |
| ------------- | -------------- | -------- |
| православні   | 1755           | 99,6%    |
| римо-католики | 4              | 0,2%     |
| п'ятдесятники | 2              | 0,1%     |
| адвентисти    | 1              | 0,1%     |

## Зовнішні посилання
- Дані про комуну Чуперчень на сайті Ghidul Primăriilor [Архівовано 29 червня 2013 у Wayback Machine.]